# Chilomys georgeledecii
Chilomys georgeledecii és una espècie de mamífer rosegador de la família dels cricètids. És endèmic dels vessants occidentals dels Andes del nord de l'Equador, on viu a una altitud d'entre 1.502 i 2.350 msnm. Es tracta d'un dels representants més petits del gènere Chilomys. Té una llargada de cap a gropa de 83-90 mm i la cua és força més llarga que el cos. El pelatge és de color gris tant al dors com al ventre. Fou anomenat en honor del conservacionista txecoamericà George Campos Ledeci.